# スエコフィリア

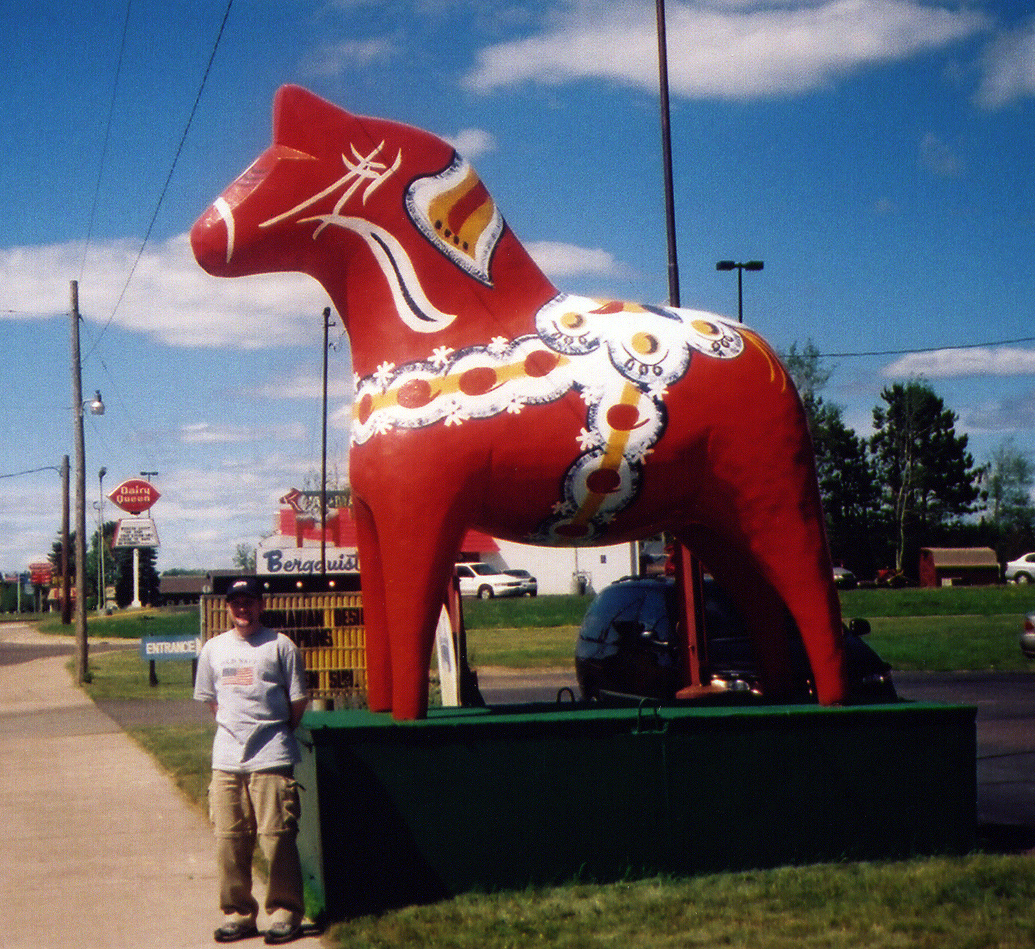
ミネソタ州クロケットにある、スウェーデンの民族文化の伝統的なシンボル、ダーラヘスト。

スエコフィリア（Suecophilia、英: Suecophile）は、スウェーデンの文化やスウェーデン語に大きな関心を持つ人のことである。この用語は、スウェーデン人以外が関心を持つ場合によく使われる。別の英語の綴りとしてSvecophileがある。
19世紀から20世紀にかけてフィンランドで行われた言語論争では、フィンランド語よりもスウェーデン語を好む人々のことをスヴェークマーン運動と呼んでいた。しかし、Suecophileという単語は、政治的でない状況でより多く使われている。
19世紀のアメリカの有名なスエコフィリアとしてアメリカの駐スウェーデン公使であったウィリアム・ウィジェリー・トーマス・ジュニアがいた。彼は、1892年に『Sweden and the Swedes』という本を書き、19世紀末頃にアメリカへのスウェーデン移民に対する理解と行動を事実上促進した.。
北海道（ほっかいどう）にある「スウェーデンヒルズ」は、理想的なスウェーデンの町をモデルにした村です。ここには約400人の永住者がおり、また数百人の人々が休暇で訪れます。村の住民はスウェーデン語や伝統を積極的に取り入れています
また、日本にはスウェーデン風のカフェやショップも多く存在します。例えば、リラダーラナ（Lilla Dalarna）、カフェタンテン（Kafetanten）、フィーカファブリケン（FIKAFABRIKEN）、オーテル東京（ÅTER Tokyo）、リラカッテン（Lilla Katten）、アルトゴット（Allt Gott）、ボルボスタジオ東京（Volvo Studio Tokyo）などがあります。